# Carl Grimberg
Pour les articles homonymes, voir Grimberg.
Carl Gustaf Grimberg (22 septembre 1875 à Göteborg, Suède - 11 juin 1941 à Djursholm) est un historien suédois.

## Biographie
Il est le fils de Joel Grimberg et Charlotta Andersson. En 1919, il épouse Eva Carlsdotter Sparre (1895-1982).
L'œuvre la plus célèbre de Grimberg est son histoire de la Suède, Svenska folkets underbara öden (1913-1924). En 1926, Grimberg commence à publier son histoire du monde, Världshistoria, mais à sa mort elle reste inachevée.